# Пон Роаял
„Пон Роая̀л“ (на френски: Pont Royal, „Кралски мост“) е пътен мост над река Сена в Париж, Франция.
Разположен е непосредствено под моста „Пон дю Карусел“ и над моста „Леополд Седар Сенгор“ и свързва Десния бряг при „Лувъра“ с Левия бряг недалеч от Музея „Орсе“. Построен е през 1685 – 1689 година на мястото на по-стар дървен мост от 1632 година и е изцяло финансиран от крал Луи XIV, на което дължи името си. Има сводова конструкция от каменна зидария с пет отвора (най-големият е 23,52 метра), обща дължина 110 метра и ширина 17 метра.